# GMC Terrain
Der GMC Terrain ist ein SUV der zu General Motors gehörenden Marke GMC. Das auf der New York International Auto Show 2009 vorgestellte Fahrzeug ist bei weitem das kleinste und auch sparsamste Modell von GMC. Es ersetzt faktisch den Torrent der eingestellten Marke Pontiac und teilt sich die technische Basis mit den Modellen Chevrolet Equinox, Cadillac SRX und Suzuki XL7.

## Erste Generation (2009–2017)
Die erste Generation des Terrain entspricht dem Pontiac Torrent, der mit der Einstellung der Marke Pontiac 2009 auslief.

## Zweite Generation (2017–2024)
Die zweite Generation des Terrain wurde im Januar 2017 auf der North American International Auto Show in Detroit vorgestellt und wurde in Nordamerika ab Sommer 2017 verkauft. Im März 2021 wurde eine überarbeitete Version der Baureihe vorgestellt.

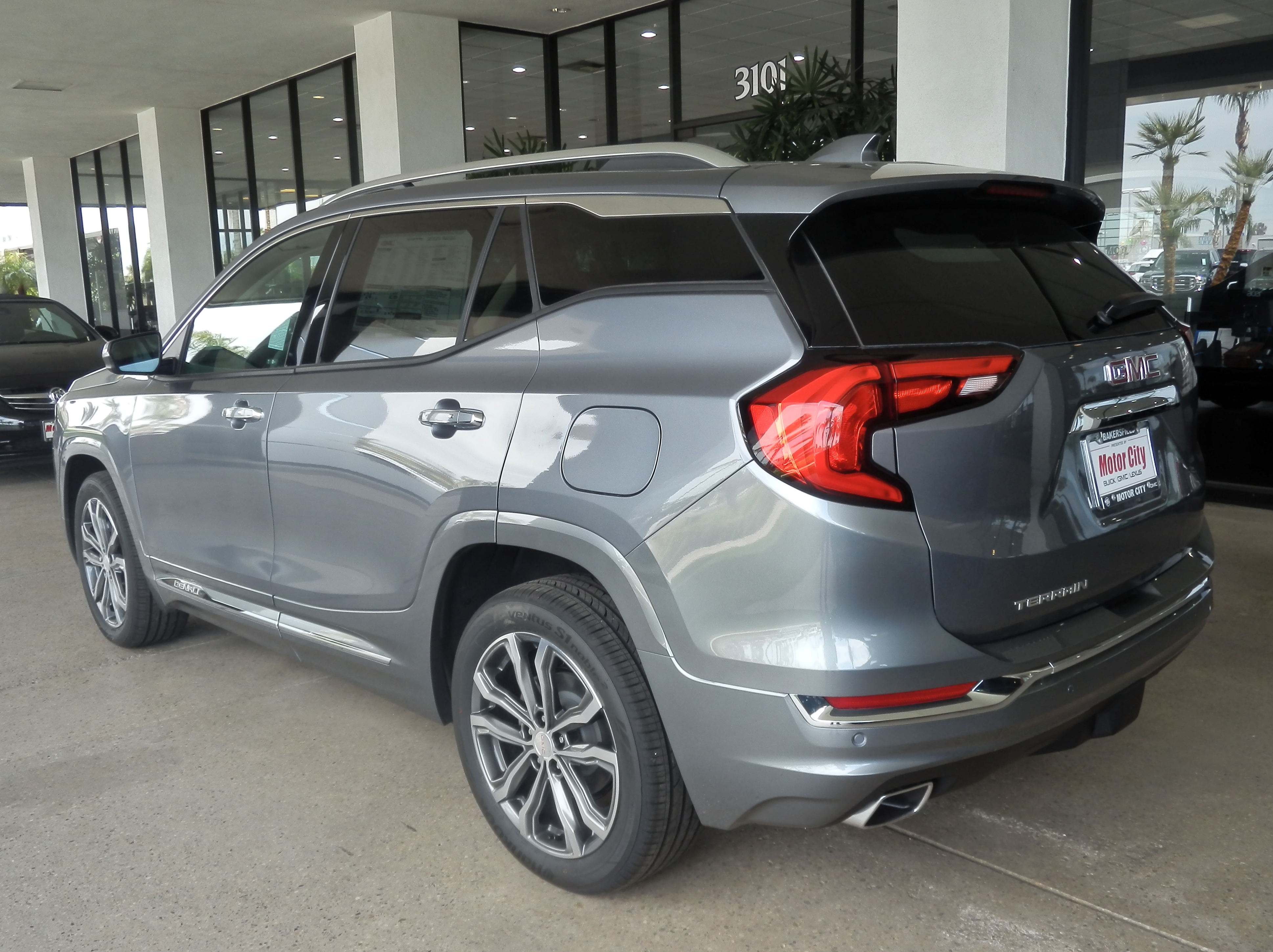
Heckansicht

## Dritte Generation (seit 2024)
Die dritte Generation der Baureihe wurde im August 2024 vorgestellt und kam im Herbst 2024 in Nordamerika in den Handel.

## Verkaufszahlen
| Jahr | Verkaufte Fahrzeuge (USA) |
| ---- | ------------------------- |
| 2009 | 14.033                    |
| 2010 | 60.519                    |
| 2011 | 83.179                    |
| 2012 | 97.786                    |